# Kelly Bailey (atriz)
Kelly Ribeiro Bailey (19 de fevereiro de 1998), mais conhecida como Kelly Bailey, é uma atriz luso-britânica

## Carreira
Kelly Bailey nasceu em 19 de fevereiro de 1998. É filha de pai inglês e mãe portuguesa.
Pela sua participação na telnovela A Única Mulher (2015), da TVI, foi considerada "atriz revelação". Kelly Bailey chegou a ser nomeada na categoria de "Revelação do Ano" nos Troféus TV 7 Dias (2015). O troféu seria entregue a Ana Sofia Martins.
Em 2017, protagonizou a telenovela A Herdeira.
No cinema Bailey estreia-se com Linhas de Sangue (2018), realizado por Manuel Pureza e Sérgio Graciano.

## Filmografia

### Televisão
| Ano         | Projeto                            | Papel                               | Notas                                    | Canal |
| ----------- | ---------------------------------- | ----------------------------------- | ---------------------------------------- | ----- |
| 2015 - 2017 | A Única Mulher                     | Francisca Sacramento                | Elenco principal                         | TVI   |
| 2017 - 2018 | A Herdeira                         | Benedita Alvarenga / Luz Fuentes    | Protagonista                             | TVI   |
| 2018 - 2019 | Dança com as Estrelas (4.ª edição) | Ela própria                         | Concorrente                              | TVI   |
| 2019 - 2020 | Prisioneira                        | Glória Loureiro Cunha               | Antagonista (T1)                         | TVI   |
| 2019 - 2020 | Prisioneira                        | Glória Loureiro Cunha               | Protagonista (T2)                        | TVI   |
| 2020 - 2021 | Bem Me Quer                        | Maria Rita Raposo Trindade de Sousa | Protagonista                             | TVI   |
| 2021        | A Consoada - Uma Historia de Natal | Luísa                               | Protagonista                             | TVI   |
| 2023        | Onde Está o Dinheiro?              | Ela própria                         | Apresentadora, ao lado de David Carreira | TVI   |
| 2024        | O Conto do Nadador                 | Leonor                              | Protagonista                             | RTP1  |
| 2024        | A Espia                            | Carol Watson                        | Elenco Principal (T2)                    | RTP1  |
| 2024 - 2025 | A Fazenda                          | Júlia Borges Lacerda                | Protagonista                             | TVI   |

### Cinema
| Ano  | Filme            | Personagem      |
| ---- | ---------------- | --------------- |
| 2018 | Linhas de Sangue | Mulher Mistério |

### Streaming
| Ano             | Projeto       | Personagem | Nota             | Plataforma |
| --------------- | ------------- | ---------- | ---------------- | ---------- |
| 2023 - presente | Rabo de Peixe | Bruna      | Elenco Principal | Netflix    |

## Moda
No mundo da moda Kelly destaca-se por trabalhos e campanhas com marcas como Omega ou Maybelline. Estreou-se na capa da Vogue Portugal em julho de 2019.

## Prémios
Troféus de Televisão TV 7 Dias/Impala
| Ano  | Prémio                        | Resultado |
| ---- | ----------------------------- | --------- |
| 2021 | Telenovelas - Atriz Principal | Venceu    |

## Vida pessoal
Desde finais de 2017, mantém uma relação com o ator Lourenço Ortigão. O casal tem um filho, Vicente Blue, nascido a 9 de julho de 2023 (1 anos) .